# Airspeed AS.51 Horsa
Dimensions
L'Airspeed Horsa est un planeur d'assaut de la Seconde Guerre mondiale. C'est le plus gros planeur de charge utilisé par les forces alliées durant la Seconde Guerre mondiale après le GAL 49 Hamilcar et le plus produit avec 3 644 exemplaires au total.

## Conception
En mai 1940, la Wehrmacht enleva avec succès le Fort d'Ében-Émael, en Belgique, grâce à l’utilisation de planeurs d’assaut DFS 230. Analysant cette opération, les Britanniques constatèrent que l’utilisation d’un planeur d’assaut permettait de déposer avec précision sur un point donné des troupes aéroportées, dispersées sur une zone plus ou moins large en cas de parachutage. La construction de planeurs d'assaut fut donc décidée.
Émise en octobre 1940, la spécification X.26/40 stipulait que le futur appareil devait pouvoir être construit par des industriels non spécialisés et que sa structure devait être modulaire. En répartissant la production entre diverses entreprises dispersées à travers le pays, on limitait les risques de pertes en cas d’attaque allemande ou de bombardements, et l’utilisation de matériaux non-stratégiques était impérative compte tenu de la nature « consommable » de ce type d’appareil.
Une grande partie des Horsa nécessaires au Débarquement de Normandie fut construite non par un avionneur mais par un... fabricant de meubles (de bonne réputation) la société Harris Lebus installée dans les faubourgs populaires de l'East End londonien.

## Description
Hessell Tiltman dessina donc un monoplan à aile haute construit entièrement en bois, composé de 30 sous-ensembles et pouvant être assemblé par n'importe quelle unité de maintenance de la RAF.
La voilure à profil épais comprenait une section centrale rectangulaire à épaisseur constante, coiffée de panneaux externes trapézoïdaux. Le bord de fuite était rectiligne et occupé, entre les ailerons et le fuselage, d’importants volets permettant un taux de descente élevé et facilitant donc l’atterrissage sur des terrains exigus. Le fuselage comportait une section centrale cylindrique à structure monocoque, sur laquelle était boulonné à l’avant un court poste de pilotage biplace côte à côte et à l’arrière une structure conique monocoque supportant les empennages. L’ensemble reposait sur un train tricycle fixe, facilitant les manœuvres au sol et le décollage mais qui pouvait être éjecté en vol, l’atterrissage se faisant alors sur un patin ventral amorti par ressort. On accédait à la cabine, dans laquelle pouvaient embarquer jusqu’à 28 hommes équipés assis sur des bancs, le dos à la carlingue, par une porte coulissante à l’arrière droit, ou une porte coulissante à l’avant et à gauche, de dimension plus importante pour faciliter le chargement d’un canon anti-char de 75. Plus gros que le Waco CG-4 (13 hommes) ou le General Aircraft GAL 48 Hotspur (8 hommes), c’était aussi un appareil robuste et maniable.

## Variantes
- Airspeed AS. 51 Horsa Mk I : Deux prototypes {DG597 et DG603] furent construits à Salisbury Hall et assemblés par Fairey à Great West Aerodrome. Le premier vol fut effectué le 12 septembre 1941, le remorqueur étant un Whitley. Cinq prototypes supplémentaires [DG609, DK346, DK349, DK353 et DK358] furent construits et testés à Portsmouth, puis la production fut lancée. 470 furent assemblés par Airspeed à Christchurch, 300 par Austin Motors Co et 1 461 par Harris Lebus& Associates, un fabricant de meubles.
- Airspeed AS. 52 : Répondant au programme X.3/41, l’AS. 52 était un projet de bombe planante chargée de 3 630 kg d’explosifs.
- Airspeed AS. 53 : Projet d'une version agrandie destinée au transport de véhicules. Une version motorisée avec 2 moteurs Armstrong-Siddeley Cheetah X (en) de 375 ch fut également envisagée.

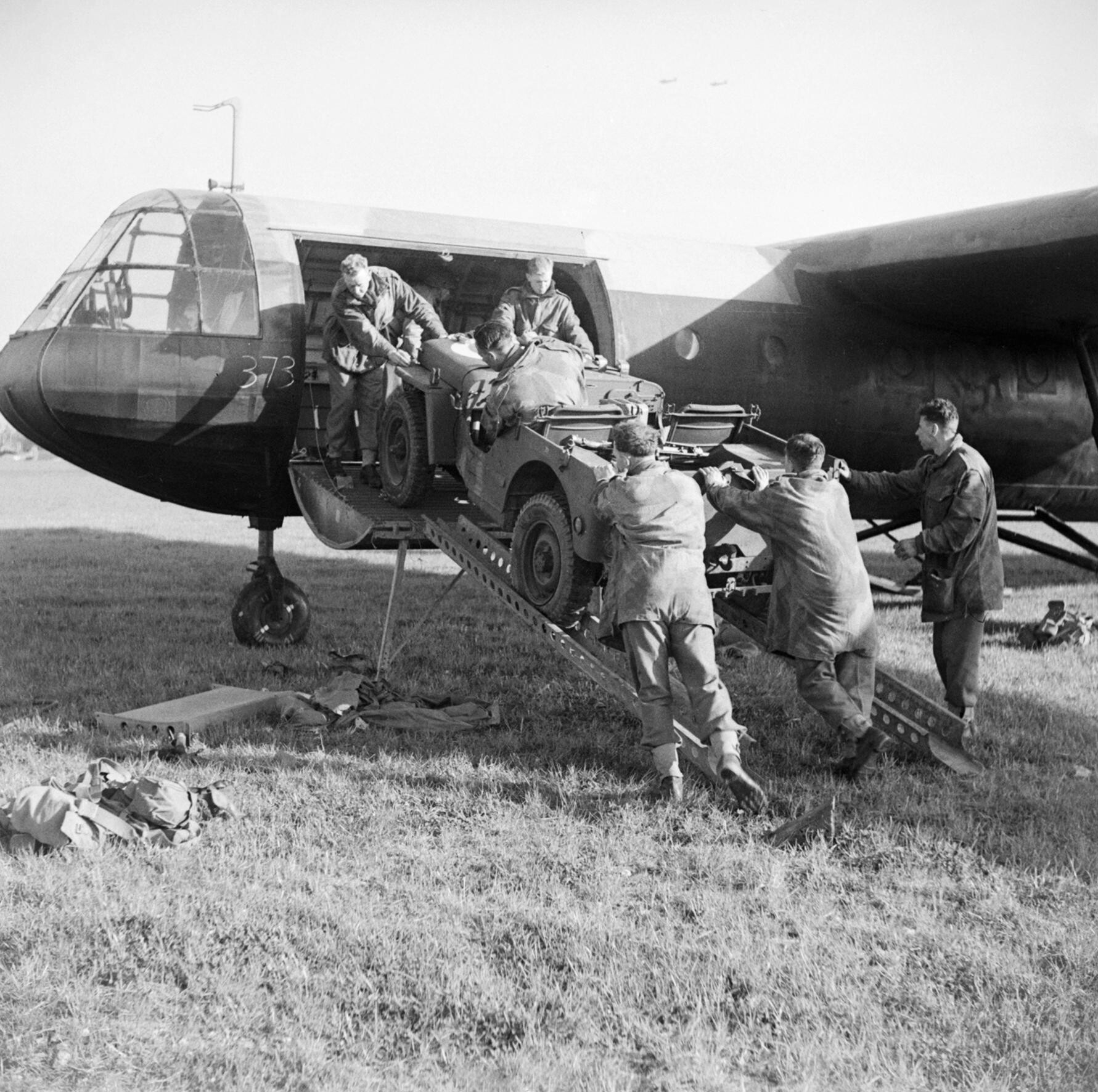
Chargement d'une Jeep dans un Horsa pendant un exercice (22 avril 1944).

- Airspeed AS. 58 Horsa Mk II : Dérivé du projet AS. 53, ce planeur d'assaut se distinguait extérieurement du modèle AS.51 par un diabolo avant, dont la jambe recevait l’élingue de remorquage alors que les Horsa Kk I étaient remorqués par deux points de voilure. Mais ce nouveau modèle avait surtout un plancher renforcé et une pointe avant articulée sur la droite de façon à dégager toute la section de la soute, ce qui permettait d’embarquer un véhicule léger. 225 furent construits à partir de 1943 par Airspeed, 65 par Austin Motors Co, et 1 271 par Harris Lebus Group. Ce modèle fut utilisé à partir du débarquement de Normandie, et durant les opérations qui suivirent, mais quelques exemplaires furent envoyés en Inde.

## Utilisation opérationnelle
Les livraisons débutèrent en mai 1942 à l'Army Air Corps, un Glider Pilot Regiment ayant été formé le 24 février 1942 pour fournir les pilotes.
La première utilisation opérationnelle du Horsa fut l’opération Freshman, un épisode de la bataille de l'eau lourde. Dans la nuit du 19 au 20 novembre 1942, deux planeurs Horsa Mk I remorqués par un bombardier Halifax furent chargés de transporter un commando anglais devant détruire le centre de production d’eau lourde de Rjukan, en Norvège. Mais le quadrimoteur et ses planeurs, pris dans le mauvais temps, s’écrasèrent en Norvège et les survivants furent exécutés sur ordre personnel d’Hitler.

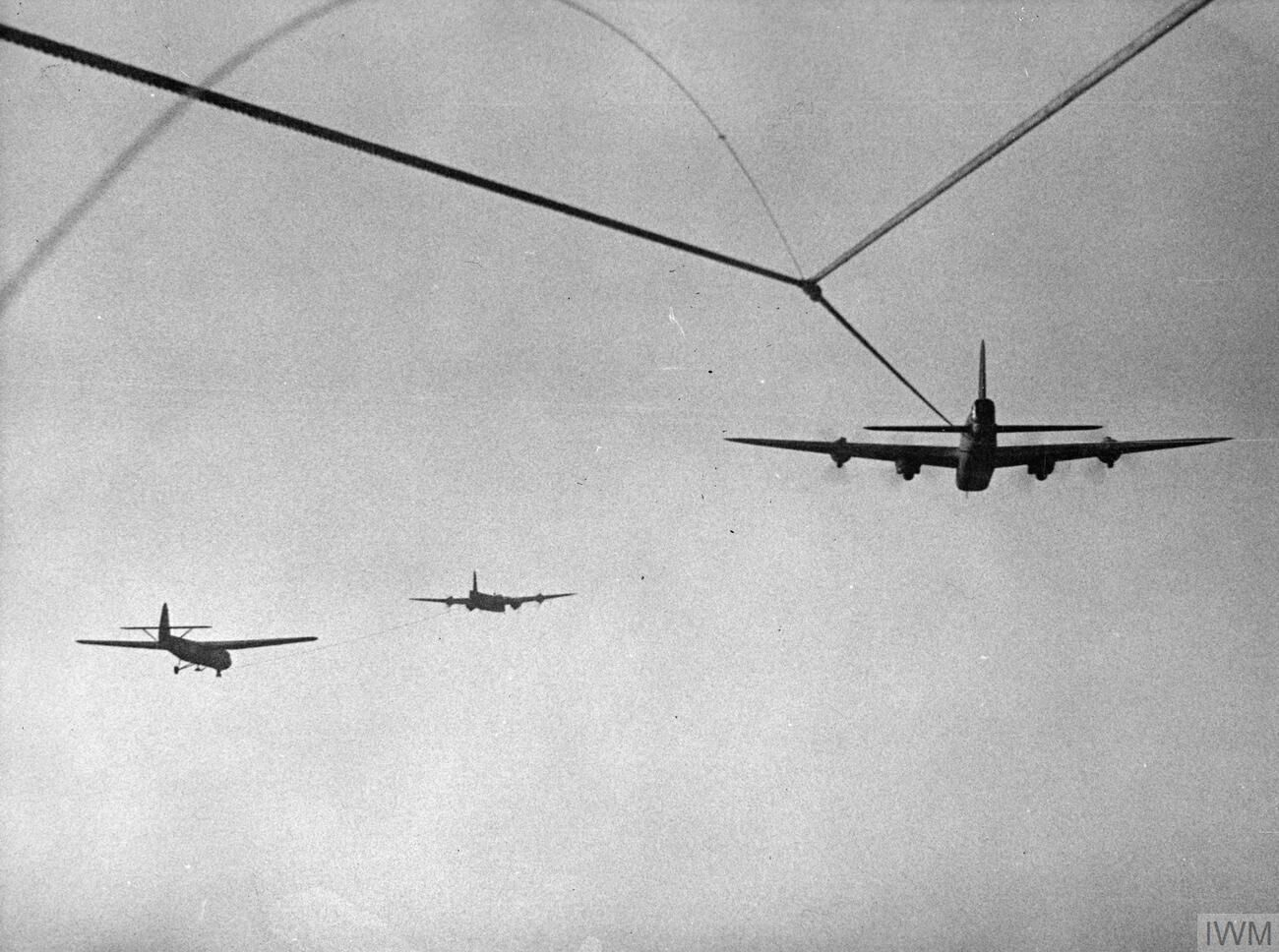
Des Stirling tractant deux Horsa le 24 mars 1945 (Opération Varsity).

La première grande utilisation du Horsa eut lieu le 10 juillet 1943, 27 AS. 51 participant à l'invasion de la Sicile (Opération Ladbroke). Dans le cadre du débarquement Allié en Normandie, 9 planeurs furent utilisés par des éléments de la 6e division aéroportée britannique chargés de prendre intacts les ponts de Bénouville (Pegasus Bridge) et Ranville (opération Tonga) et 301 Horsa fournis par la Grande-Bretagne participèrent à l’opération Neptune (dépose de 3 937 fantassins américains par jour dans le secteur de Carentan. Au cours du débarquement de Provence, 452 planeurs Waco et Horsa déposèrent le 550th Glider Infantry Regiment américain au Muy). Les deux principales opérations ayant fait appel au Horsa furent cependant l’opération Market Garden sur Arnhem, au cours de laquelle 812 Horsa furent utilisés par les Britanniques et 104 par les troupes américaines, et l’opération Varsity, qui permit le 24 mars 1945 le franchissement du Rhin, mobilisant 1 300 planeurs dont 392 Horsa.
Ces planeurs furent tractés indifféremment par des Stirling, Halifax, Albemarle, Whitley, plus rarement par des Dakota.
Les derniers Horsa ne furent réformés par la British Army qu’en 1949. L'armée de l'air française avait récupéré 4 Horsa à la fin de la guerre pour les stocker. Personne ne sait actuellement ce qu'ils sont devenus.

## Reconversion pacifique
En raison des pénuries de logements et de matériaux de construction dans l'Angleterre de l'immédiat après guerre, des dizaines de fuselages de Horsa ou de Hadrian (le nom britannique du planeur Waco américain) connurent une reconversion pour le moins inattendue : un film des actualités British Movietone montre un industriel transformant des tronçons de fuselages de planeurs en caravanes, abris et chalets de jardin ou habitations temporaires.

## Mémorial
Le 5 juin 2004 le Prince Charles a inauguré à Ranville, dans le Calvados, une maquette grandeur nature d'un Horsa sur le site d'atterrissage de l'opération Tonga, en présence de Jim Wallwork, pilote du premier planeur à s'être posé près de Pegasus Bridge le 6 juin 1944. Un exploit puisqu'il s'est immobilisé à seulement 45 mètres du pont. Cette maquette est toujours visible au musée de Pegasus Bridge à 100 m du pont.